# Neoempheria bipectinata
Neoempheria bipectinata är en tvåvingeart som beskrevs av Edwards 1940. Neoempheria bipectinata ingår i släktet Neoempheria och familjen svampmyggor. Inga underarter finns listade i Catalogue of Life.